# Тоне (крейсер)

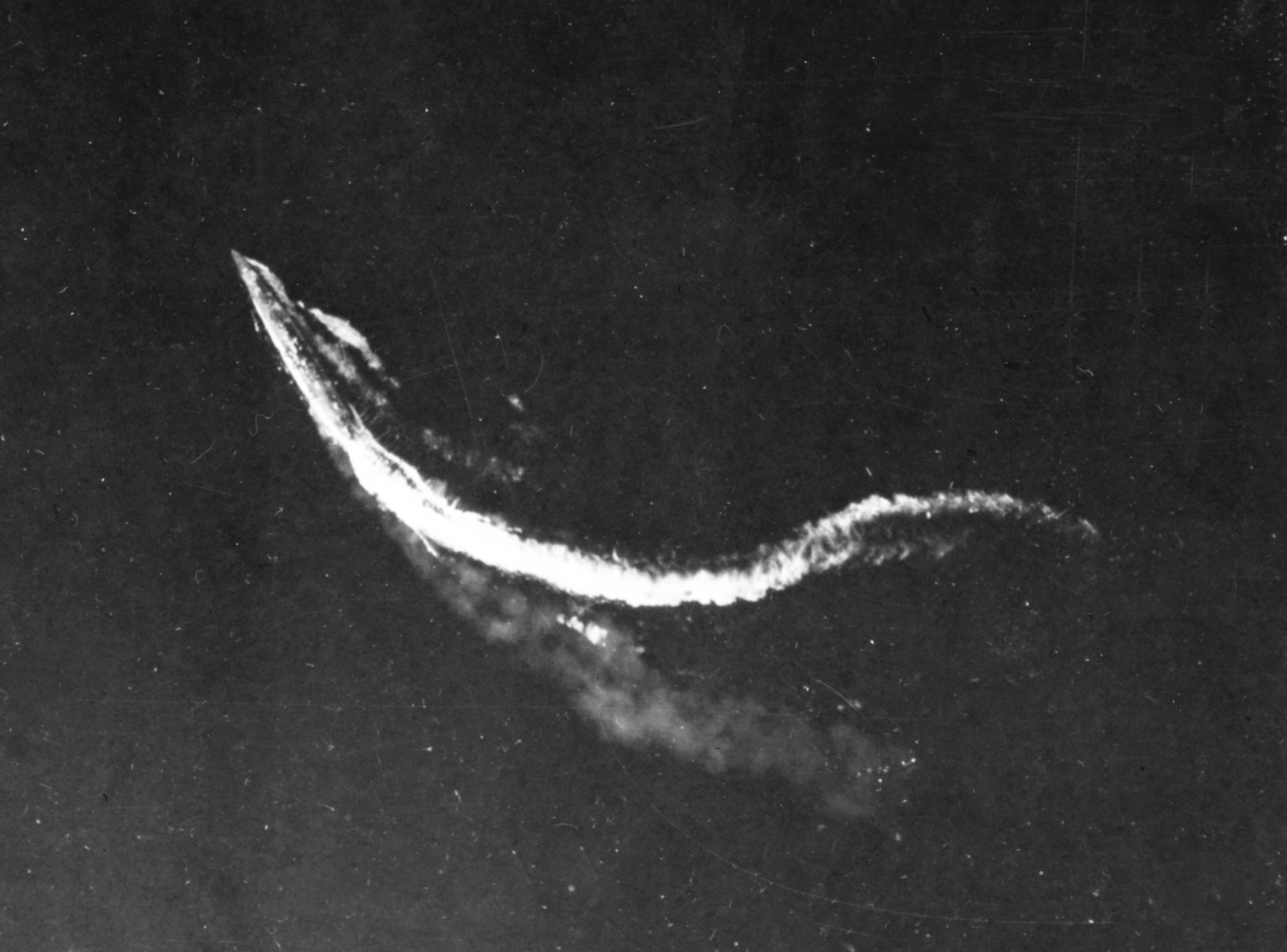
Знімок Тоне з бомбардувальника В-17, зроблений 24 серпня 1942 під час битви у східних Соломонових островів

Тоне (Tone, яп. 利根) — важкий крейсер Імперського флоту Японії, який взяв участь у Другій світовій війні.
Корабель, який належав до крейсерів типу «Тоне», спорудили у 1938 році на корабельні компанії Mitsubishi у Нагасакі. Головною особливістю цього типу кораблів було те, що всі чотири башти головного калібру зібрали в носовій частині, а в кормовій розташували ангар для 6 літаків і 2 катапульти. Таким чином, крейсери типу «Тоне» призначались для активного ведення розвідки (а також протичовнового захисту своїх з'єднань).
Станом на осінь 1941-го Тоне належав до 8-ї дивізії крейсерів. Відповідно до складеного японським командуванням плану, цей підрозділ мав супроводжувати ударне авіаносне з'єднання («Кідо Бутай»), а тому 26 листопада полишив Ітуруп (Курильські острови) в межах операції проти Перл-Гарбору. Тоне належав до загону підтримки адмірала Мікави, який також включав 2 лінкори та ще один важкий крейсер із 8-ї дивізії. За три години до початку атаки на Перл-Гарбор Тоне запустив свій гідролітак, який провів розвідку якірної стоянки Лагаїна (острів Мауї дещо менш як за півтори сотні кілометрів на схід від Перл-Гарбору) та повідомив про відсутність тут американських кораблів. При поверненні від Лагаїна гідролітак Тоне був втрачений. Надалі крейсер запустив ще два гідролітаки, які разом з апаратами іншого крейсера 8-ї дивізії та лінкорів узялись за патрулювання навколо з'єднання.
На зворотному шляху обидва крейсери 8-ї дивізії та два авіаносці відділились та попрямували для підтримки операції проти острова Вейк, який лежить на крайньому північному сході Мікронезії. Перша спроба атаки на цей пункт, здійснена силами Четвертого флоту, неочікувано завершилась провалом та загибеллю двох есмінців. Тепер японці спрямували проти Вейка набагато більше угруповання, яке атакувало 23 грудня 1941-го та примусило гарнізон до капітуляції. 29 грудня крейсер прибув до Куре.
10—14 січня 1942-го Тоне здійснив перехід до атола Трук у центральній частині Каролінських островів (ще до війни тут створили потужну базу японського ВМФ, з якої до лютого 1944-го провадили операції в цілому ряді архіпелагів). Метою походу була участь в операціях з'єднання з 4 авіаносців та 2 лінкорів, які мали підтримати вторгнення до архіпелагу Бісмарка. 17 січня з'єднання полишило Трук та попрямувало на південь, завдавши 20 січня авіаудару по Рабаулу на острові Нова Британія (після швидкого захоплення японським десантом тут створять головну передову базу, з якої наступні два роки провадитимуться операції на Соломонових островах та сході Нової Гвінеї). 23 січня авіаносці прикривали успішну висадку в Рабаулі й того ж дня три гідролітаки з Тоне провели бомбардування порту Бука (на однойменному острові біля північного узбережжя значно більшого острова Бугенвіль). 25 січня літаки Тоне здійснили атаку на острови Адміралтейства (втім, фактично тут були відсутні якісь підрозділи союзників). 27 січня Тоне повернувся на Трук.
1 лютого 1942-го Тоне разом з іншим важким крейсером та двома лінкорами вийшов для підтримки трьох авіаносців (один напередодні відбув у Японію по нові літаки), які без успіху спробували наздогнати американську авіаносну групу, що 1 лютого завдала удару по Маршаллових островах. Після цього з'єднання попрямувало на Палау (важлива база на заході Каролінських островів), куди прибуло 8 лютого (при цьому на переході ще один авіаносець відокремився та рушив до Японії).
15 лютого 1942-го Тоне та інший важкий крейсер вийшли з Палау для супроводу 4 авіаносців (ще в січні 2 кораблі цього класу прибули на Палау з Японії) в їхньому рейді на австралійський Порт-Дарвін. 19 лютого літаки провели атаку, а 21 лютого загін прибув до затоки Старінг-Бей (північно-східний півострів острова Целебес).
25 лютого 1942-го Тоне та інший крейсер дивізії вийшли зі Старінг-Бей разом з авіаносцями, які мали підтримати вторгнення на головний острів Нідерландської Ост-Індії Яву. Японські кораблі рушили в Індійський океан, маючи, зокрема, завдання перехоплювати кораблі та судна, що покидатимуть Яву. 1 березня Тоне взяв участь у бою з американським есмінцем USS Edsdall, який обстріляли важкі крейсери та лінкор, а потім атакували кілька десятків літаків. За півтори години після початку бою USS Edsdall затонув. 5 березня літаки з Тоне взяли участь в ударі по порту Чілачап (південне узбережжя Яви), головну роль у якому відігравала авіаносна операція. 11 лютого авіаносці та їхній ескорт повернулись до Старінг-Бей.
26 березня 1942-го Тоне попрямував зі Старінг-Бей для охорони ударного з'єднання, що вийшло у великий рейд до Індійського океану та включало 5 авіаносців і 4 лінкори (а також ще один крейсер 8-ї дивізії). 4 квітня літак з Тоне виявив британські важкі крейсери HMS Cornwall та HMS Dorsetshire, після чого літаки з авіаносців потопили їх. 9 квітня японські авіаносці провели останній великий бій цієї операції і невдовзі з'єднання попрямувало до Японії для відновлювального ремонту ряду основних кораблів. 25 квітня Тоне досягнув Майдзуру (обернене до Японського моря узбережжя острова Хонсю), де став на нетривалий доковий ремонт.
27 травня 1942-го Тоне разом з іншим крейсером 8-ї дивізії полишив Японію у складі авіаносного ударного з'єднання, що рушило для операції проти атола Мідвей. 4 червня з'єднання зазнало нищівної поразки в битві при Мідвеї. Вранці того дня літак з Тоне виявив американську авіаносну групу, проте не зміг розгледіти авіаносці серед кораблів. Того ж 4 червня один з гідролітаків крейсера був втрачений. 6 червня Тоне та інший крейсер 8-ї дивізії спрямували для підсилення угруповання, яке провадило операцію на Алуетуських островах (за єдиним планом із нападом на Мідвей японці зайняли тут два острови). За час цього походу японським кораблям так і не довелось вступити в бій, а 24 червня Тоне прибув до Омінато (важлива база ВМФ на північному завершенні острова Хонсю).
28 червня 1942-го Тоне вийшов з Омінато у складі великого з'єднання адмірала Какуто, яке включало 1 важкий та 1 легкий авіаносці та 3 важкі крейсери. Завданням загону було прикриття доставки підкріплень на Киску (один із зайнятих на Алеутах островів) та протидія можливій американській контратаці. 12 липня Тоне завершив похід у Куре. Після цього до початку серпня крейсер проходив ремонт у Майдзуру.
Тим часом 7 серпня 1942-го союзники висадились на сході Соломонових островів, що започаткувало шестимісячну битву за Гуадалканал та змусило японське командування спрямовувати в регіон підкріплення. Як наслідок, 16 серпня Тоне рушив з Японії у складі великого загону надводних кораблів (включав 2 авіаносці, 1 легкий авіаносець, 2 лінкори і 2 важкі крейсери). Первісно планувалось, що з'єднання зайде на Трук (головна база японського ВМФ у Океанії, розташована у центральній частині Каролінських островів), проте японське командування вирішило пришвидшити операцію з проведення конвою з військами на Гуадалканал і 21 серпня наказало прямувати одразу в напрямку Соломонових островів (при цьому загін дозаправився від двох танкерів, що вийшли з Труку). 24 серпня відбулась битва авіаносних з'єднань при східних Соломонових островах, а 5 вересня японські сили повернулись на Трук.
9 вересня 1942-го Тоне вийшов з Труку для супроводу авіаносного з'єднання, яке також включало 2 лінкори та 3 важкі крейсери. Разом з іншим з'єднанням із 2 лінкорів та 5 важких крейсерів воно мало патрулювати північніше від Соломонових островів у межах підтримки операцій на Гуадалканалі. Втім, цього разу до якогось зіткнення з супротивником не дійшло і 23 вересня японські сили повернулись на Трук.
11 жовтня 1942-го з Труку знову вийшло кілька з'єднань японського флоту, які розпочали патрулювання північніше від Соломонових островів у межах підтримки операцій на Гуадалканалі (обстріл аеродрому Гендерсон-Філд, проведення 1-го штурмового конвою до Тассафаронга). Тоне входив до загону адмірала Абе, який мав 2 лінкори та 3 важкі крейсери. 19 жовтня Тоне разом з есмінцем «Терудзукі» відокремився для пошуку ворожих кораблів. Надалі літак з наземної бази виявив американське авіаносне з'єднання, після чого Тоне відкликали назад до головних сил. 26 жовтня відбулась битва біля островів Санта-Круз, під час якої все вирішила дуель авіаносців, а надводні сили так і не вступили в бій. Втім, літак з Тоне виявив авіаносець USS Hornet, який був надалі потоплений літаками з авіаносців. Гідролітаки Тоне й далі вели спостереження за ворожими силами, причому два з них втратили. 30 жовтня крейсер разом з головними силами повернувся на Трук.
На початку листопада 1943-го японське командування готувало проведення до Гуадалканалу великого конвою з підкріпленнями, що в підсумку вилилось у вирішальну битву надводних кораблів біля острова. 9 листопада 1942-го Тоне знову рушив з Труку у складі головних сил Кондо, які включали 2 лінкори і ще 2 важкі крейсери (а також 1 приданий їм важкий авіаносець, який єдиний залишився на Труці після битви при Сант-Круз). Вони мали прикривати загін адмірала Абе, який напередодні підходу транспортів мав провести артилерійський обстріл аеродрому Гендерсон-Філд (за місяць до того така операція відбулась доволі вдало). У ніч проти 13 листопада біля Гуадалканалу загін Абе перестріло американське з'єднання із крейсерів та есмінців, яке зазнало значних втрат, проте зірвало обстріл аеродрому. У ніч проти 15 листопада ще один японський загін спробував провести бомбардування Гендерсон-Філд, проте зазнав поразки в бою з американськими лінкорами. Під час цього походу Тоне за допомогою своїх літаків провадив розвідку, проте не досягнув якихось успіхів. 18 листопада Тоне прибув на Трук, де залишався наступні два місяці.
19 січня 1943-го Тоне вирушив на атол Джалуїт (Маршаллові острови), звідки повернувся на Трук лише 7 лютого.
9 лютого 1943-го японці завершили евакуацію Гуадалканалу, а 15—21 лютого Тоне пройшов до Майдзуру, де став на ремонт. Під час останнього додатково встановили дві спарені установки 25-мм зенітних автоматів.
22—27 березня 1943-го Тоне разом з іншим крейсером 8-ї дивізії пройшов з Японії на Трук. Майже два місяці крейсер перебував тут, а 17—22 травня у складі великого загону пройшов з Труку до Йокосуки. Це було викликане операцією американців проти острова Атту (один з двох зайнятих японцями на Алеутах у червні 1942-го), після початку якої японське командування розпочало збирати сили для контратаки. Втім, наприкінці травня спротив гарнізону Атту добіг завершення, а японці так і не встигли розпочати свою операцію. 

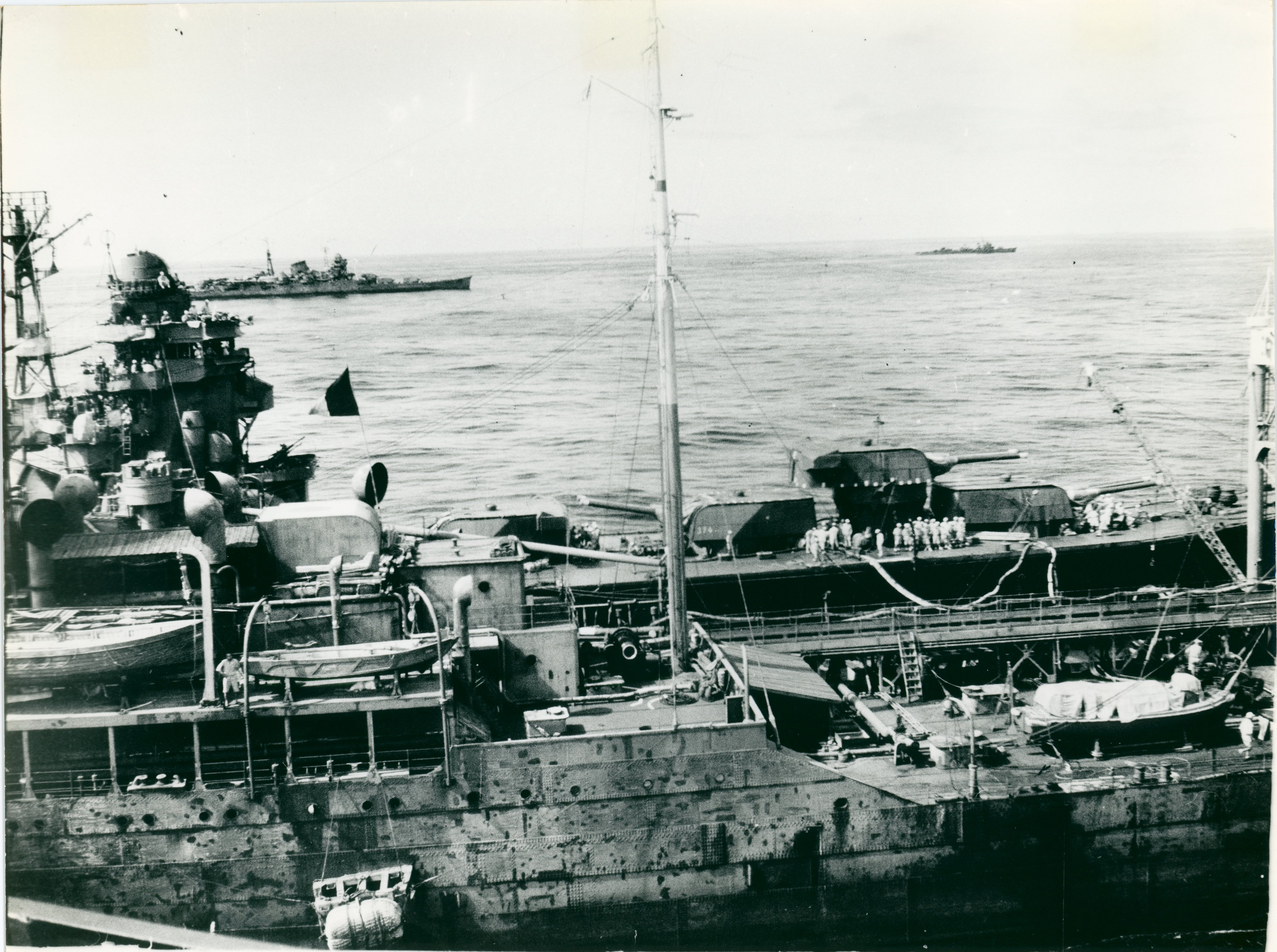
17 червня 1944, Тоне провадить дозаправку від танкера «Кокуйо-Мару» перед битвою у Філіппінському морі

30 червня 1943-го союзники висадились на острові Нью-Джорджія у центральній частині Соломонових островів, що започаткувало тримісячну битву. Як наслідок, Тоне прийняв на борт війська та 9 липня вийшов з Японії у складі великого загону (3 авіаносці, 1 ескортний авіаносець, 1 гідроавіаносець, 3 важкі крейсери). Під час переходу японське з'єднання тричі зустрічало ворожі підводні човни та один раз було атаковане (невдалий торпедний залп по авіаносцю «Дзуйхо»), проте 15 липня успішно дісталось до атола Трук. 19—21 липня Тоне та ще 2 важкі крейсери (а також 2 легкі крейсери, гідроавіаносець та 5 есмінців) пройшли з Труку до Рабаулу, проте не з метою проведення бойової операції, а доправляючи туди війська. 24—26 липня майже весь цей загін (і Тоне в тому числі) повернувся на Трук.
У середині вересня 1943-го американське авіаносне з'єднання здійснило рейд проти зайнятих японцями островів Гілберта (лежать південніше від Маршаллових островів). У відповідь 18 вересня з Труку на схід вийшли значні сили (2 авіаносці, 2 лінкори, 7 важких крейсерів та інші кораблі), до яких належав і Тоне. Японці попрямували до атола Еніветок (крайній північний захід Маршаллових островів), проте в підсумку так і не вступили в контакт із союзними силами та 25 вересня повернулись на базу.
На початку жовтня 1943-го американське авіаносне з'єднання завдало удару по острову Вейк (північніше від Маршаллових островів) без жодної суттєвої реакції з боку ворожого флоту. Зате за кілька тижнів японці на основі радіоперехоплення вирішили, що готується нова атака на Вейк, і 17 жовтня вислали з Труку до Еніветоку головні сили (3 авіаносці, 6 лінкорів, 8 важких крейсерів та інші кораблі), разом з якими прямував і Тоне. Цей флот кілька діб безрезультатно очікував ворога, при цьому 23 жовтня Тоне виходив у район на південний захід від Вейка. У підсумку 26 жовтня японці повернулись на Трук.
31 жовтня — 1 листопада 1943-го Тоне у складі значного загону пройшов до Куре, де до середини грудня проходив черговий ремонт. Також крейсер замість чотирьох спарених 25-мм зенітних автоматів отримав чотири строєні (що довело загальну кількість стволів такого калібру до 20).
У грудні 1943-го Тоне залучили до операції «Бо Го», метою якої була доставка підкріплень до Кавієнга — другої за значенням японської бази в архіпелазі Бісмарка, розташованої на північному завершенні острова Нова Ірландія. У цей період комунікації до архіпелагу перебували під наростальним тиском союзників, тому перекидання великих військових контингентів було доцільно вести за допомогою швидкісних військових кораблів. 23 грудня Тоне вийшов з Куре у складі конвою «Бо № 2 Го», при цьому він мав на борту понад п'ять сотень бійців та 175 тонн вантажів. З 29 грудня 1943 по 2 січня 1944 загін перебував на Труці, а потім до 5 січня здійснив рейс до Кавієнгу та назад. При цьому з 1 січня 1944-го 8-му дивізію розформували, а її кораблі включили до 7-ї дивізії крейсерів.
Станом на початок лютого 1944-го японське командування вже розуміло, що подальше перебування великих сил флоту на Труці наражає їх на невиправдану небезпеку й розпочало виведення. 1—4 лютого Кумано разом зі ще 2 важкими крейсерами та 2 лінкорами під охороною 5 есмінців пройшов на Палау (західні Каролінські острови), а вже 17 лютого база на Труці була розгромлена під час рейду американського авіаносного з'єднання. При цьому 16 лютого загін, з яким рухався Кумано, полишив Палау, оскільки японське командування не виключало атаки й на цей пункт (фактично база на Палау буде розгромлена під час рейду 30 березня). 21 лютого кораблі прибули в район Сінгапура на якірну стоянку Лінгга (найближчим часом сюди з Японії переведуть основні сили флоту, оскільки через дії підводних човнів на комунікаціях японці вирішили тримати їх поряд з районами нафтовидобутку).
27 лютого Тоне разом з двома іншими важкими крейсерами вирушили в рейд до Індійського океану для дій на комунікації між Аденом та австралійським Фрімантлом. 1 березня загін під прикриттям 2 легких крейсерів та 3 есмінців пройшов через Зондську протоку між Суматрою та Явою, після чого важкі крейсери самостійно попрямували у відкритий океан. Їхній ескорт повернувся до Індонезії, зокрема легкі крейсери обійшли Яву з півночі та прибули в район протоки Ломбок (веде до Індійського океану на схід від Яви). Тут їх виявив американський підводний човен — це дало командуванню союзників підстави припустити, що якісь японські кораблі вийшли для дій у океані (прохід загону 1 березня через Зондську протоку виявився непоміченим союзниками). Як наслідок, за кілька днів видали наказ усім суднам у районі можливого японського рейду змістити маршрути на південь та захід, так що в підсумку рейдерам удалося потопити лише один транспорт — 9 березня Тоне перестрів і знищив судно SS Behar (7489 GRT). При цьому крейсер узяв на борт 108 осіб, які прямували на Behar. 15 березня 2 легкі крейсери та 5 есмінців зустріли загін Тоне та провели його через Зондську протоку у зворотному напрямку. Спершу кораблі прибули до Батавії (наразі Джакарта), а потім перейшли до Сінгапура. Під час переходу 18 березня адмірал Наомаса наказав відрубати голови 72 полоненим з Behar, які ще залишались на борту Тоне (після війни Наомаса був страчений як військовий злочинець).

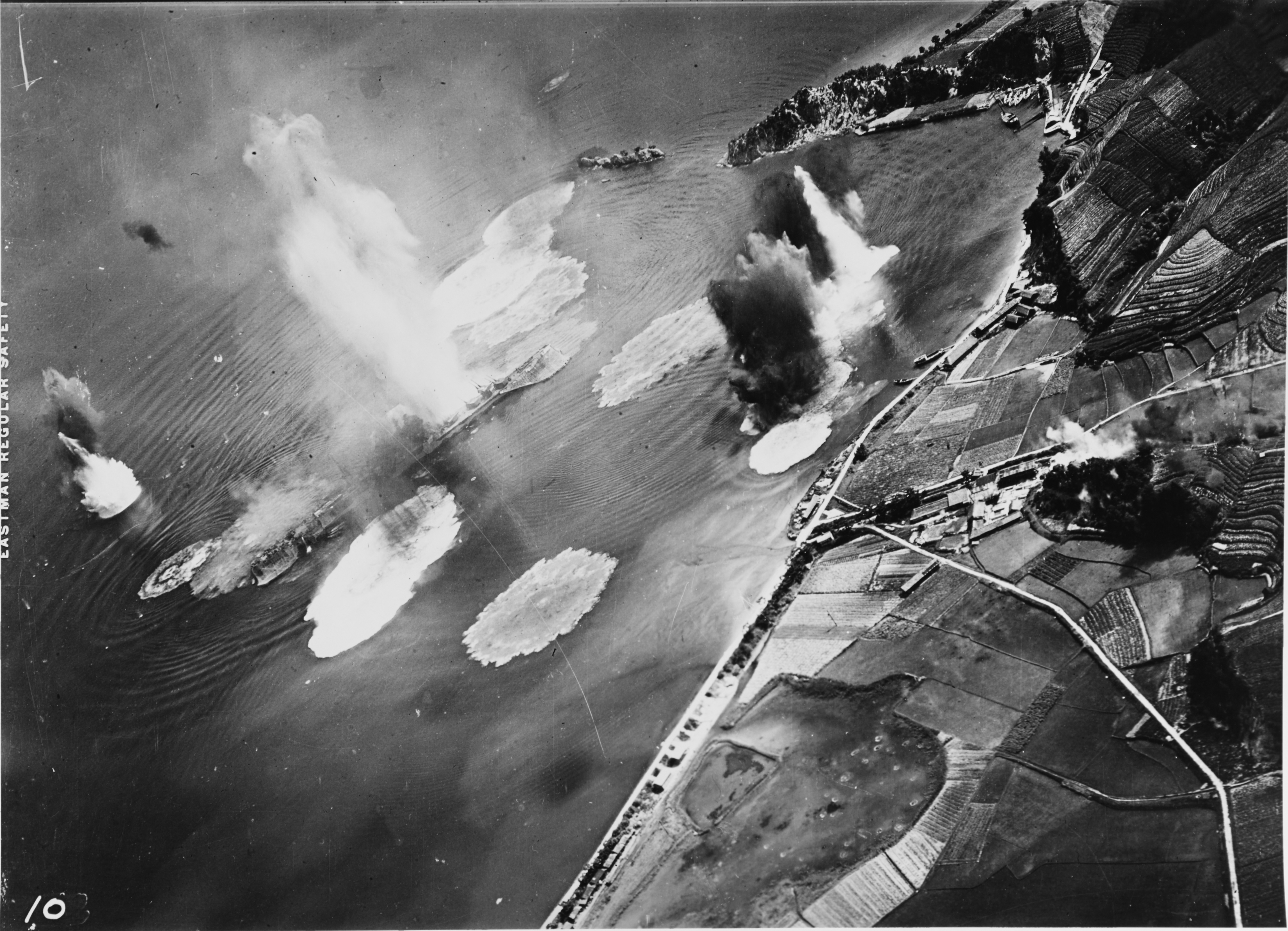
Тоне в Куре 24 липня 1945 під атакою авіації

1—4 квітня 1944-го Тоне разом зі ще одним важким крейсером здійснили рейс для доставки військ з Сінгапуру на острови Тенга та Сумбава (на схід від Яви).
11—14 травня 1944-го Тоне пройшов з Лінгга до Таві-Таві (у філіппінському архіпелазі Сулу поряд з нафтовидобувними районами острова Борнео). На той час японське командування очікувало швидкої ворожої атаки на головний оборонний периметр імперії, що після відходу з Труку проходив через Маріанські острови, Палау та захід Нової Гвінеї, а тому перевело флот ближче до цих районів.
10—12 червня 1944-го Тоне разом із двома найпотужнішими японськими лінкорами пройшов з Таві-Таві до острова Бачан (біля південно-західного завершення значно більшого острова Хальмахера). Це відбувалося в межах операцій з протидії вторгненню на острів Біак (біля північно-західного узбережжя Нової Гвінеї), де ворожий десант висадився наприкінці травня. Втім, того ж 12 червня 1944-го американці розпочали операцію з оволодіння Маріанськими островами, які розглядались японським командуванням як складова частина основного оборонного периметра імперії. Головні сили японського флоту вийшли для контратаки, причому кораблі з Бачану після переходу 13—16 червня приєднались до основного з'єднання і Тоне увійшов до загону «С» адмірала Куріти. У битві 19—20 червня у Філіппінському морі японці зазнали важкої поразки, хоча Тоне не довелося вступити в бій. 22 червня Тоне прибув на Окінаву, а 24 червня вже був у Внутрішньому Японському морі.
У Куре Тоне пройшов короткостроковий доковий ремонт, під час якого додали 4 строєні та 25 одинарних установок 25-мм зенітних автоматів (що довело загальну кількість стволів такого калібру до 57).
8 липня 1944-го Тоне разом з головними силами флоту вийшов із Куре в район Сінгапура. На шляху туди крейсер відокремився від основної групи та 14 липня зайшов до Маніли, а 17—19 липня пройшов до Лінгга, де залишався наступні кілька місяців.
18 жовтня 1944-го головні сили японського флоту полишили Лінгга для підготовки до протидії неминучій ворожій атаці на Філіппіни. Вони пройшли через Бруней, після чого розділились на два з'єднання. Тоне увійшов до ескорту головних сил адмірала Куріти, які 24 жовтня під час прямування через море Сібуян (внутрішня частина Філіппінського архіпелагу на південь від острова Лусон) стали ціллю для потужних ударів американської авіації. У цьому бою Тоне дістав наказ охороняти пошкоджений лінкор «Мусаші», втім, останній у підсумку все-таки був добитий авіацією. Сам Тоне зазнав певних пошкоджень від двох близьких вибухів бомб. Одна невелика бомба влучила у крейсер та спричинила пожежу в приміщенні підготовки снарядів для 127-мм зенітних гармат. Значно більша 181-кг бомба пробила палубу та влетіла до одного з котельних відділень, проте не здетонувала.
Далі з'єднання Куріта вийшло до Тихого океану і 25 жовтня 1944-го провело бій біля острова Самар з групою ескортних авіаносців. Тоне випустив 408 снарядів головного калібру та доповів про неодноразові влучання у ворожі кораблі. Вважається, що Тоне разом з важкими крейсерами «Хагуро» і «Тьокай» потопив ескортний авіаносець USS Gambier Bay. У сам Тоне було одне пряме влучання бомбою з пікіруючого бомбардувальника, яка пробила великий отвір у борту та вивела з ладу систему кермування (крейсеру довелось перейти на ручне управління кермом). Надалі в Тоне влучила 224-кг бомба, яка не здетонувала. Також був один близький вибух.

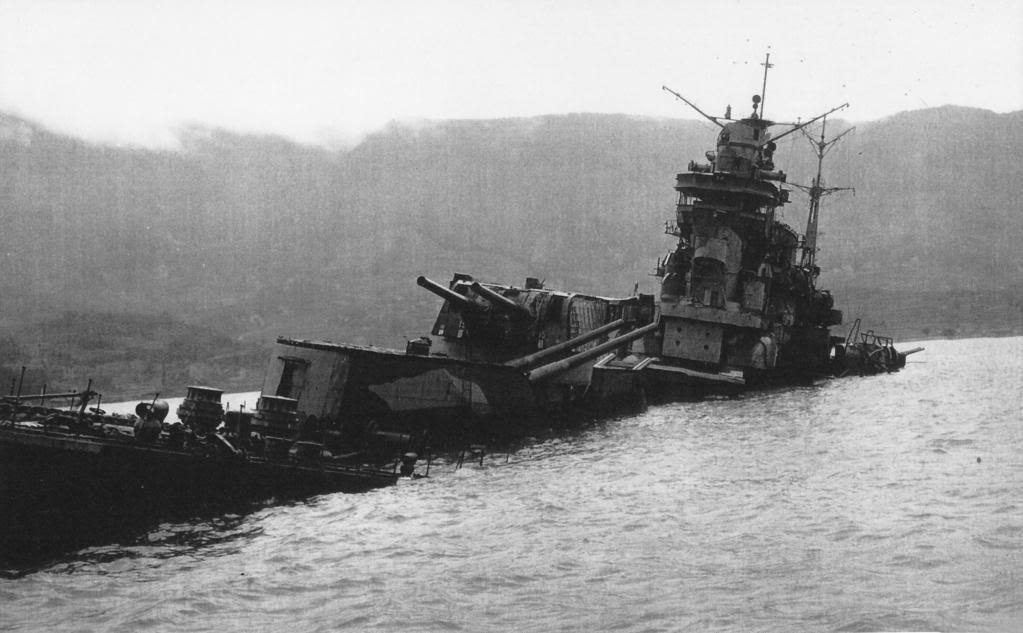
Рештки крейсера в Куре, 1945 рік

26 жовтня 1944-го під час відступу через внутрішні моря Філіппін японські кораблі знову потрапили під атаки авіації, проте Тоне не мав дальших пошкоджень. 28 жовтня залишки японського флоту прибули до Брунею.
8 листопада 1944-го через побоювання ворожої атаки на Бруней японські кораблі вийшли звідси до островів Спратлі, при цьому Тоне разом з авіаносцем та легким крейсером рушили під охороною 3 есмінців до Маніли. 10 листопада вони прибули туди, а 11 листопада Тоне та авіаносець пройшли на північ під охороною тих самих 3 есмінців. На переході загін тричі зустрічали американські підводні човни (в останньому випадку це була «вовча зграя» з 4 субмарин), які двічі провели безрезультатні атаки. 17 листопада Тоне прибув до Майдзуру, де до 18 лютого 1945-го проходив ремонт. Під час останнього з нього зняли 7 одинарних установок 25-мм зенітних автоматів, зате додали чотири строєні (що довело загальну кількість стволів такого калібру до 62). При цьому з 21 листопада 1944-го 7-му дивізію крейсерів розформували, а Тоне включили до складу 5-ї дивізії крейсерів. А з 1 січня 1945-го Тоне призначили для використання як навчальний корабель і включили до навчальної флотилії Куре.
20 лютого 1945-го Тоне прибув до Куре, де й залишався до самої своєї загибелі. 19 березня під час удару американського авіаносного з'єднання по Куре Тоне зазнав прямого влучання бомбою, яка заклинила одну з башт головного калібру, крім того, сталось кілька близьких вибухів. Після атаки Тоне перемістили на буксирі до іншої якірної стоянки.
24 липня 1945-го Тоне атакували літаки з авіаносців USS Shangri-La, USS Cowpens та USS Monterey, було три прямі влучання бомбами, не рахуючи кількох близьких вибухів.
Вранці 28 липня 1945-го Тоне став ціллю для літаків з авіаносців USS Bataan, USS Ticonderoga та USS Monterey. Крейсер зазнав двох прямих влучань, а внаслідок шести близьких вибухів почалось надходження значних обсягів води в корпус. 29 липня Тоне сів на дно на мілководді. У квітні 1947-го почалось розбирання верхньої частини колишнього крейсера, а 4 травня 1948-го корпус поставили на плав та до листопада того ж року розібрали.